# Campagne de la rivière Moro
Campagne d'Italie,
Seconde Guerre mondiale
Batailles
Invasion de la Sicile
- Lampedusa
- Corkscrew
- Mincemeat
- Barclay
- Animals
- Chestnut
- Narcissus
- Fustian
- Ladbroke
- Gela
- Troina
- Centuripe

Invasion de l'Italie
- Baytown
- Avalanche
- Rome
- Slapstick
- Armistice de Cassibile
- Achse
- Naples
- Bombardement du Vatican
- Ligne Volturno
- Libération de la Corse
- Ligne Barbara
- Bombardement de Bari

Ligne Gustave
- Ligne Bernhardt
- Raincoat
- San Pietro Infine
- Rivière Moro
- Ortona
- Rivière Rapido
- Monte Cassino
- Shingle
- Cisterna
- Diadem
- Strangle
- Ligne Trasimene
- Libération de Rome
- Ancône
- Brassard

Ligne gothique
- Rimini
- Saint-Marin
- Gemmano
- Montecieco
- Monte Castello
- Garfagnana

Offensive du printemps 1945
- Tombola
- Bowler
- Roast
- Bologne
- Argenta Gap
- Herring
- Collecchio

Guerre civile italienne
La campagne de la rivière Moro était une campagne militaire durant la Seconde Guerre mondiale où s'affrontaient des unités de la VIIIe armée britannique et le LXXVIe Corps de panzer de la Xe armée allemande. S'étendant sur la période du 4 au 26 décembre 1943, la campagne se déroula principalement dans les environs de la rivière Moro en Italie orientale.

## Contexte historique
À la conférence du Caire en novembre 1943, les Alliés décidèrent que seules des actions d'importance modeste seraient entreprises en Italie. L'essentiel de l'effort devait se porter sur le débarquement en Normandie au printemps 1944. La campagne de la rivière Moro est ainsi lancée afin de progresser lentement en Italie et prendre à revers les installations de la ligne Gustave.

## Déroulement de la campagne
Débutant le 4 décembre, quatre divisions d'infanterie britanniques, une canadienne, une indienne et une néo-zélandaise (qui comprenait une brigade blindée) ainsi que deux brigades blindées (une britannique et une autre canadienne) des Ve et XIIIe Corps attaquent les positions allemandes fortement défendues le long de la rivière Moro. Elles parviennent à établir plusieurs têtes de pont exploitables le 8 décembre. Tout au long de la semaine suivante, les opérations continuent et les Allemands installent des positions défensives près de Orsogna. Après une féroce bataille de dix jours, la 1re division d'infanterie canadienne réussit à déborder les défenses allemandes, les forçant à battre en retraite derrière la ligne d'Ortona-Orsogna. Le 20 décembre, la ligne est prise à partie par deux corps. C'est la bataille d'Ortona.
Le 26 décembre, de solides défenses allemandes bloquent les forces canadiennes à Ortona et les forces britanniques et néo-zélandaises à Orsogna. Bien qu'Ortona et Villa Grande soient capturées à la fin décembre, l'épuisement général des forces alliées empêche la capture de Orsogna et une avance à Pescara. Lorsque l'hiver commence, il est devenu clair pour les généraux alliés qu'aucun progrès supplémentaire ne serait fait, Harold Alexander stoppe l'offensive.

## Conséquences
Les Alliés attaquent la ligne Gustave en janvier 1944. Pendant tout le mois de janvier, la 34e division de la Ve armée essaya d'établir une tête-de-pont au nord de la rivière Rapido près du mont Cassin. Déjà solidement tenue par les troupes d'élite de la 1re division parachutiste, Kesselring renforça la ligne Gustave avec les 29e et 90e Panzergrenadier Division qui étaient à Rome. Bien que les alliés franchirent l'obstacle plusieurs fois, des contre-attaques décidées les repoussèrent jusqu'au 30 janvier. Ils atteignirent alors les murs de l'abbaye en ruine mais sans pouvoir la prendre. Le 12 février des divisions fraîches d'Indiens et de Néo-Zélandais prirent le relais mais malgré des pertes importantes ne purent prendre l'abbaye du Mont-Cassin.